# История экономики Османской империи

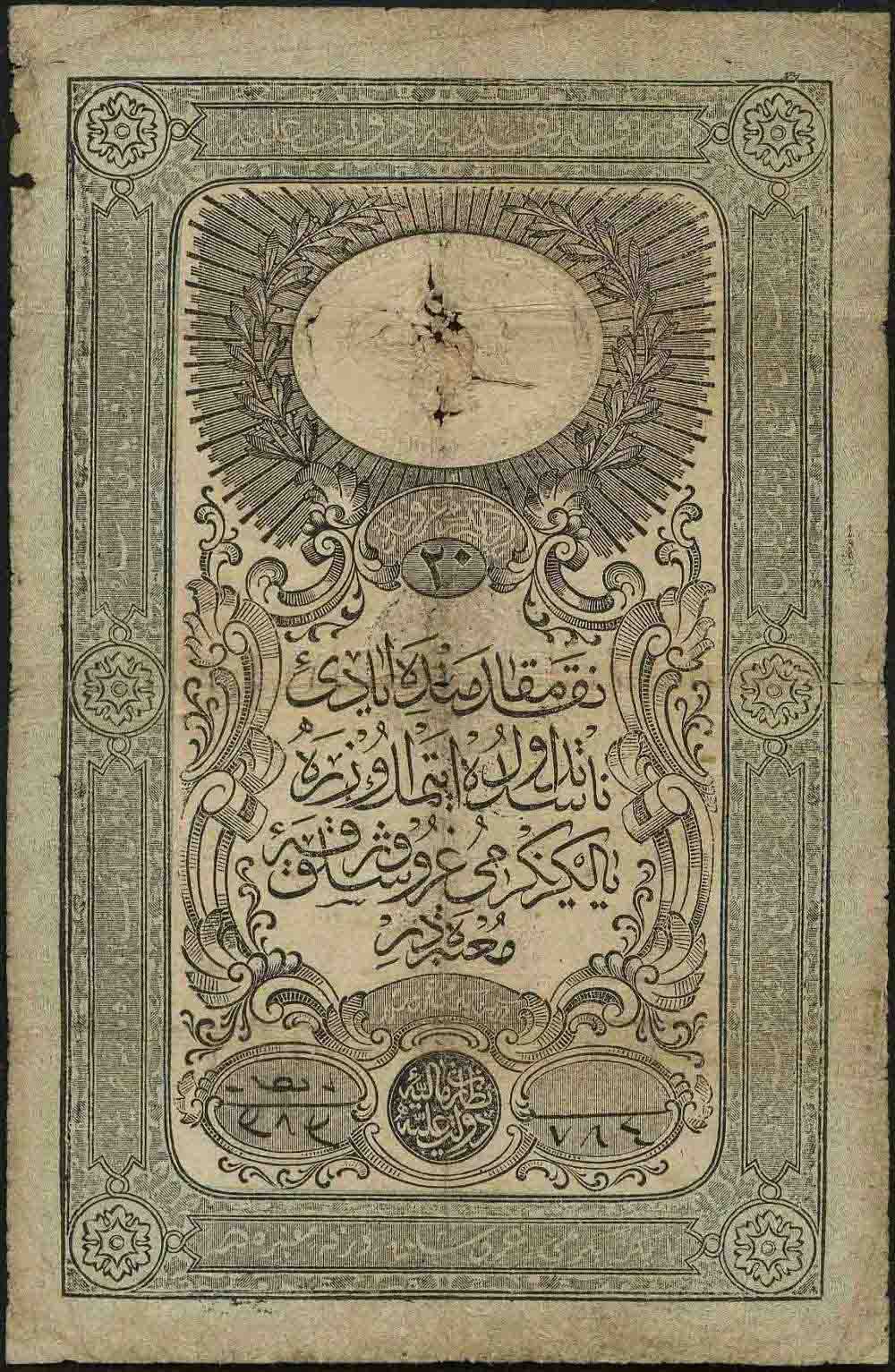
Банкнота 1852 года в 20 куруш

Правительство Османской империи проводило стратегию развития Бурсы, Адрианополя и Константинополя как крупных торговых и промышленных центров, в разное время являвшимися столицами государства. Поэтому Мехмед II и его преемник Баязид II поощряли миграцию евреев-ремесленников и евреев-купцов в Стамбул и другие крупные порты. Однако, в Европе евреи всюду преследовались христианами. Именно поэтому еврейское население Европы иммигрировало в Османскую империю, где турки нуждались в евреях.
Экономическая мысль Османской империи была тесно связана с основной концепцией государства и общества Ближнего Востока, в основе которой лежала цель укрепления власти и расширения территории государства — всё это осуществлялось так как Османская империя имела большие ежегодные доходы благодаря процветанию производительного класса. Конечной целью являлось увеличение государственных доходов без ущерба развитию регионов, так как ущерб мог вызвать социальные беспорядки, и неизменность традиционной структуры общества.
Структура казначейства и канцелярии была развита в Османской империи лучше, чем в других исламских государствах, и до XVII века Османская империя оставалась ведущей организацией в этих структурах. Эта структура была разработана чиновниками-писцами (также известны как «литературные работники») как особая группа отчасти высококвалифицированных богословов, которая переросла в профессиональную организацию. Действенность этой профессиональной финансовой организации поддерживалась великими государственными деятелями Османской империи.
Структура экономики государства была обусловлена её геополитической структурой. Османская империя, которая находилась посередине между Западом и Арабским миром, блокировала сухопутные пути на восток, что заставило португальцев и испанцев отправиться на поиски новых путей в страны Востока. Империя контролировала дорогу специй, по которой когда-то проходил Марко Поло. В 1498 году португальцы, обогнув Африку, установили торговые связи с Индией, в 1492 году Христофор Колумб открыл Багамские острова. В это время Османская империя достигла расцвета — власть султана распространялась на 3 континента.
Согласно современным исследованиям ухудшение отношений между Османской империи и Центральной Европой было вызвано открытием новых морских путей. Это прослеживалось в том, что европейцы больше не искали сухопутные пути на Восток, а следовали туда морскими путями. В 1849 году была подписана Балта-Лиманская конвенция, благодаря которому английские и французские рынки стали наравне с османскими.
Благодаря развитию коммерческих центров, открытию новых путей, увеличению количества обрабатываемых земель и международной торговле, государство осуществляло основные экономические процессы. Но в общей сложности, основными интересами государства были финансы и политика. Но османские чиновники, создавшие социальный и политический строи империи, не могли не видеть преимущества капиталистической и торговой экономики западноевропейских государств.